# العمى (فلم)
فيلم العمى (بالإنجليزية: Blindness) هو فيلم كندي أنتج سنة 2008، الفيلم من إخراج فرناندو ميريليس، وتمثيل كل من الممثلة جوليان مور ومارك روفالو.

## قصة الفيلم
تجتاج ظاهرة العمى البرازيل بشكل رهيب وبالتحديد في مدينة ساو باولو، حيث تصبح هذه الظاهرة خطرا على المجتمع، ويحاول كلا من الدكتورة (جوليان مور) والطبيب (مارك روافالو) حل هذه الظاهرة الخطيرة.

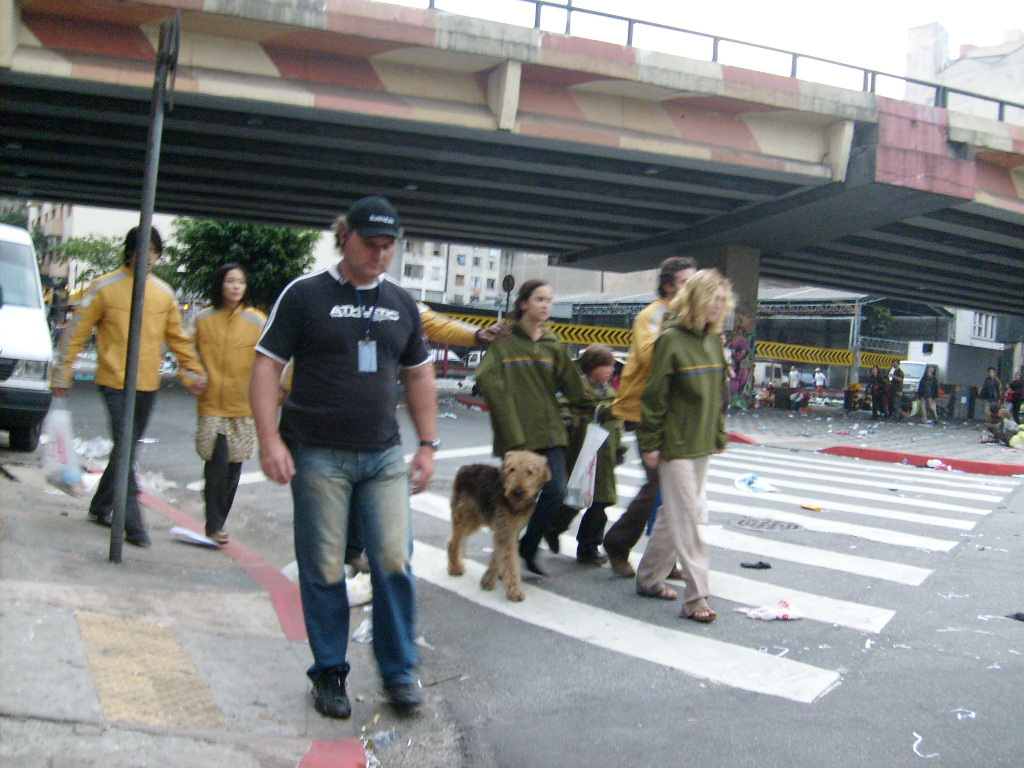
تصوير الفيلم في ساو باولو

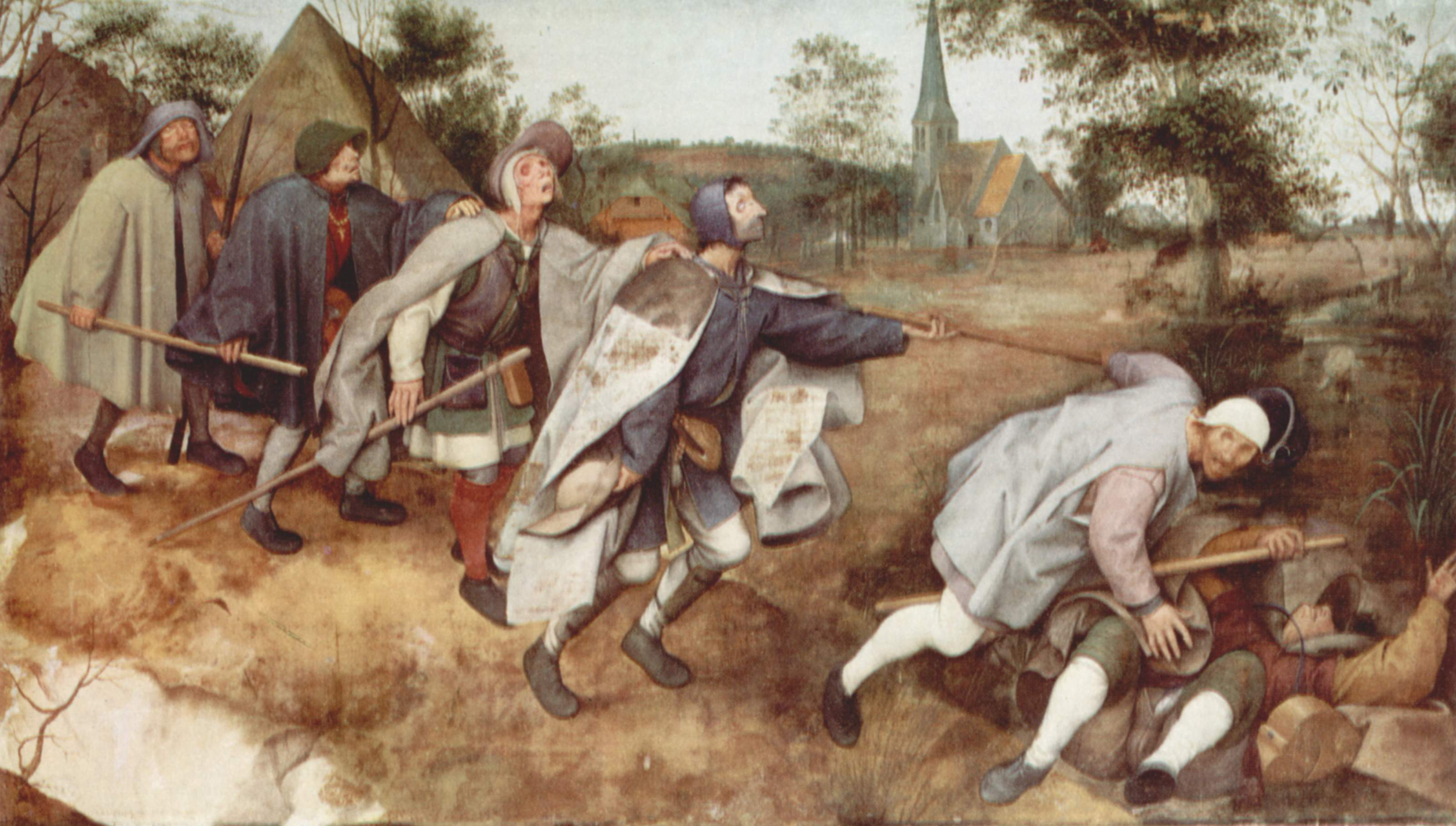
Director Fernando Meirelles alludes to بيتر بروغل الأكبر's 1568 painting The Parable of the Blind in the film Blindness.

## وصلات خارجية
- الموقع الرسمي
, including trailer
- مقالات تستعمل روابط فنية بلا صلة مع ويكي بيانات
- Blindness على موقع أول موفي.
- Blindness Official international press release and production information.